# Jetske van den Elsen
Jetske van den Elsen (De Bilt, 1 september 1972) is een Nederlandse televisiepresentatrice.

## Levensloop
Van den Elsen verhuisde op vierjarige leeftijd naar Nieuwegein, later volgde ze daar de havo. Ze deed daarna de HKU-theaterschool in Utrecht. Ze gaf toneelles aan de theaterschool, regisseerde musicals voor basisscholen en deed redactiewerk voor de Stadsomroep Utrecht.
Van den Elsen is sinds 2003 'kids-ambassadeur' van War Child.

## Privé
Van den Elsen heeft met haar vriend twee zoons.

## Programma's
Sinds 2000 werkt Van den Elsen voor de NCRV (later overgegaan in KRO-NCRV), waar ze eerst vooral kinderprogramma's presenteerde. Later ging ze ook programma's voor volwassenen presenteren, zoals De Rijdende Rechter en Spoorloos.